# Kreisgrabenanlage Bad Dürrenberg
Die Kreisgrabenanlage Bad Dürrenberg ist eine spätbronzezeitlich-früheisenzeitliche Kreisgrabenanlage bei Bad Dürrenberg im Saalekreis, Sachsen-Anhalt. Sie liegt etwa 2 km östlich der Saale auf leicht abfallendem Gelände.

## Forschungsgeschichte
Die Anlage wurde bei einer Luftbildprospektion des Landesamtes für Denkmalpflege und Archäologie Sachsen-Anhalt entdeckt. 2005 erfolgte eine Probegrabung durch das Institut für Kunstgeschichte und Archäologien Europas der Martin-Luther-Universität Halle-Wittenberg unter der Leitung von André Spatzier. Die Grabung erfolgte auf zwei Flächen: Eine von 18 × 11 m im Nordosten und eine von 24 × 3 m im nördlichen Innenbereich.

## Befunde
Die Anlage besteht aus einem einfachen ovalen Graben mit einem Durchmesser zwischen 40 m und 46 m. Sie besitzt eine 1 m breite Öffnung nach Nordosten. Das südöstliche Viertel des Kreisgrabens wurde wohl in jüngerer Zeit durch landwirtschaftliche Tätigkeit zerstört. Der mit Humus verfüllte Graben hat eine erhaltene Tiefe zwischen 0,7 m und 0,9 m und eine Breite zwischen 1,4 m und 1,8 m.
Bei einer geomagnetischen Untersuchung im Vorfeld der Grabung wurden im nördlichen Innenbereich zahlreiche Gruben und Pfostenlöcher festgestellt, die anschließend teilweise ausgegraben wurden.

## Funde
Fast alle Funde stammen aus dem Kreisgraben. Es traten Knochen, Feuersteinartefakte (Abschläge und Klingen) und Keramikscherben zutage. Letztere ließen sich aber nur allgemein als spätbronzezeitlich bestimmen. Die Gruben waren weitgehend fundleer. Lediglich ein Knochenfragment konnte hier gefunden werden.

## Datierung
Mittels Radiokarbonmethode konnten einige der Kochen auf 1210–920 cal. BC datiert werden, was der späten Bronzezeit entspricht. Ein Knochen aus der oberen Grabenverfüllung wurde aber auf 670–410 cal. BC datiert, was die Möglichkeit nahelegt, dass die Anlage auch noch in der frühen Eisenzeit in Benutzung war.